# Sie Ťün
Sie Ťün (čínsky pchin-jinem Xiè Jūn, znaky zjednodušené 谢军, * 30. října 1970, Pao-ting, Che-pej) je čínská šachistka, mistryně světa v šachu z let 1991 až 1996 a 1999 až 2001. Po Bykovové byla druhou ženou, která dokázala titul znovu získat poté, co jej ztratila.

## Tituly
V roce 1989 získala titul WIM a v roce 1990 titul WGM. Titul mezinárodního mistra (IM) získala v roce 1992, v roce 1993 titul velmistra (GM). V roce 2004 ji byly uděleny tituly IA a FST.

## Soutěže jednotlivkyň
Čtyřikrát vyhrála Mistrovství světa v šachu žen 1991, 1993, 1999 a 2000.

## Soutěže družstev
Je trojnásobná vítězka ze šachové olympiády žen s družstvem ČLR z let 1998, 2000 a 2004. Navíc získala jednu stříbrnou (1996) a tři bronzové (1990, 1992 a 1994) medaile.

### Šachové olympiády žen
Na osmi šachových olympiádách žen získala celkem 67 bodů ze 94 partií.
| Rok  | Olympiáda | Místo    | Deska | ELO  | Počet bodů | Odehráno partií | pořadí na šachovnici | pořadí družstvo |
| ---- | --------- | -------- | ----- | ---- | ---------- | --------------- | -------------------- | --------------- |
| 1988 | 28.       | Soluň    | 2.    | x    | 10,0       | 13              | 4.                   | 4.              |
| 1990 | 29.       | Novi Sad | 1.    | 2360 | 11,0       | 14              | 2.+3.                | 3.              |
| 1992 | 30.       | Manila   | 1.    | 2480 | 10,0       | 13              | 3.                   | 3.              |
| 1994 | 31.       | Moskva   | 1.    | 2515 | 8,0        | 13              | 22.                  | 3.              |
| 1996 | 32.       | Jerevan  | 1.    | 2510 | 5,5        | 10              | 27.                  | 2.              |
| 1998 | 33.       | Elista   | 1.    | 2510 | 7,0        | 10              | 7.                   | 1.              |
| 2000 | 34.       | Istanbul | 1.    | 2568 | 8,5        | 11              | 3.                   | 1.              |
| 2004 | 36.       | Calvià   | 1.    | 2569 | 7,0        | 10              | 2.+9.                | 1.              |